# ناحیه وارپالوتا
ناحیهٔ وارپالوتا (به مجاری:  Várpalotai járás) یک ناحیه در مجارستان است که در وسپرم واقع شده‌است و ۲۹۴٫۲۸ کیلومتر مربع مساحت و ۳۷٬۸۸۲ نفر جمعیت دارد.